# Karl Fiella
Karl Fiella (* 29. Januar 1929; † 24. März 1999 in Wien) war ein österreichisch-deutscher Tastaturschreiblehrer.

## Leben
Fiella erlernte zunächst das Vermessungswesen und arbeitete als Kartograph in Meppen und Hannover. 1962 suchte ein damals großer Ausbilder für Maschinenschreiben Kursleiter, die nebenberuflich in Abendkursen das Tastschreiben unterrichten sollten. Er nahm diese Zweittätigkeit auf, obwohl sie für ihn eine Herausforderung darstellte. Bald wurde für den norddeutschen Raum eine Führungskraft gebraucht, die hauptberuflich dort neue Strukturen aufbauen sollte. Fiella gab seine Anstellung bei der Behörde auf und widmete sich nun ganz seinem neuen Erwerbszweig und den damit verbundenen erweiterten Aufgaben. Beeinflusst durch seine Ausbildung zum Vermessungstechniker, setzte er sich kritisch mit der Lernmethode, die schon um die Jahrhundertwende angewendet wurde, auseinander. So beschäftigte er sich intensiv mit moderner Lernforschung und entwickelte 1974 seine Lernmethode „fiellascript“. Er hat es mit dieser Anleitung nach mentaler Methode ermöglicht, dem Erlernen der Tastaturbedienung neue Wege zu eröffnen. Das Lernprogramm etablierte sich im Laufe der 1980er Jahre in Wissenschaft und Lehre neben vielen anderen Methoden das Tastschreiben zu erlernen.
Zwecks Verbreitung der Lernmethode gründete Hartmut Bomberg 1984 den Fiellascript Verlag. Die Weiterentwicklung und das Publizieren der Unterrichtsmaterialien übernahm im Jahr 2012 der Fiellascript Verlag Gerta Hertel & H.-J. Wegener GbR.
Karl Fiella starb siebzigjährig am 24. März 1999 in Wien.